# سازمان بینادولتی
سازمان بینادولتی(به انگلیسی: Intergovernmental Organization) یا سَباد(به انگلیسی: IGO) سازمانی است که جمعی از دولت‌ها برای پیشبرد برنامه‌ها و تحقق منافع و اهداف مشترک تأسیس می‌کنند و به آن اختیار می‌دهند تا در موضوعات خاص جهانی از جانب آنان تصمیم‌گیری کند.

سازمان ملل متحد یک نمونه از سازمان‌های بینادولتی است.

قوانین حاکم بر «سازمان‌های بینادولتی» از جنبه‌های مهم حقوق بین‌الملل عمومی محسوب می‌شوند. این سازمان‌ها معمولاً بر اساس معاهده‌ای تأسیس می‌شوند که منشور (یا اساسنامه) نامیده می‌شود. معاهده زمانی شکل می‌گیرد که نمایندگان قانونی دولت‌های عضو، از طریق یک فرآیند حقوقی آن را تصویب کنند. این فرآیند، به سازمان‌های بینادولتی شخصیت حقوقی بین‌المللی اعطا می‌کند.
تفاوت آن با سازمان بین‌المللی آن است که سازمان بین‌المللی به‌عنوان یک نهاد بین‌المللی شناخته می‌شود و سازمانی است که توسط یک معاهده یا سایر اسناد تحت نظارت حقوق بین‌الملل تأسیس شده و دارای شخصیت حقوقی خاص خود است، مانند سازمان ملل متحد، سازمان بهداشت جهانی، اتحادیه بین‌المللی حفاظت از طبیعت و بریکس.سازمان‌های بین‌المللی عمدتاً از کشورهای عضو تشکیل شده‌اند، اما ممکن است شامل سایر نهادها مانند سایر سازمان‌های بین‌المللی، شرکت‌ها و سازمان‌های غیردولتی نیز باشند. علاوه بر این، نهادها (از جمله ایالت‌ها) ممکن است در آن وضعیت ناظر داشته باشند.